# Xenidea konstantinovi
Xenidea konstantinovi es una especie de insecto coleóptero de la familia Chrysomelidae. Fue descrita científicamente en 1996 por Medvedev.